# Friden bjuder jag åt eder
Friden bjuder jag åt eder är en svensk julpsalm.

## Historik
Friden bjuder jag åt eder är en julpsalm som sjöngs i Ester Rosenqvist (1880–1955) barndomshem. Rosenqvist kom från Malmö och var gift med riksdagsmannen Emil Molin. Psalmen publicerades 2021 i boken Folkliga koraler från södra Sverige.
Psalmen finns inspelad på skivan Morgonstjärnan från 2022 med gruppen Irmelin.

## Arrangemang
- Friden bjuder jag åt eder, för fyrstämmig kör (SATB) av Per Ekedahl. Utgiven 2022 på Wessmans musikförlag.[2]

## Publicerad i
- Folkliga koraler från södra Sverige som nummer 56 Friden bjuder jag åt eder.[1]